# سانتا سيفيرينا
سانتا سيفيرينا (بالإيطالية: Santa Severina)‏ هي كومونا ومدينة في مقاطعة كروتوني، في قلورية، جنوب إيطاليا.